# Médio Tejo
Médio Tejo (svenska Mellersta Tejo-dalen) är en statistisk underregion (NUTS 3) i mellersta Portugal.                                                                                                                                                            
Den är en del av den statistiska regionen Mellersta Portugal (NUTS 2).
Ytan uppgår till 3 344 km² och befolkningen till 247 331 invånare (2011).
Dess huvudort är Tomar.
Underregionen Médio Tejo omfattar en del av distriktet Santarém och sammanfaller geografiskt med Comunidade Intermunicipal do Médio Tejo ("Médio Tejos kommunalförbund"; ”CIM MT”).

## Kommuner
Underregionen Médio Tejo omfattar 13 kommuner (concelhos).
- Abrantes
- Alcanena
- Constância
- Entroncamento
- Ferreira do Zêzere
- Mação
- Ourém
- Sardoal
- Tomar
- Torres Novas
- Vila Nova da Barquinha
- Sertã
- Vila de Rei

## Största orter
1. Ourém
2. Tomar
3. Abrantes
4. Torres Novas
5. Entroncamento
6. Sertã
7. Alcanena